# Muzeum Ziemi Krzeszowickiej w Krzeszowicach
Muzeum Ziemi Krzeszowickiej w Krzeszowicach – muzeum położone w Krzeszowicach. Placówka jest prowadzona przez Stowarzyszenie Miłośników Ziemi Krzeszowickiej.
Muzeum powstało w 1987 roku. Mieści się na poddaszu budynku przy ul. Krakowskiej 30, będącego własnością Stowarzyszenia. W placówce prezentowane są ekspozycje: historyczna, ukazująca dzieje Krzeszowic i okolic oraz etnograficzna przedstawiająca życie codzienne ludności na przełomie XIX i XX wieku.
Muzeum jest obiektem całorocznym. Zwiedzanie zbiorów Stowarzyszenia Miłośników Ziemi Krzeszowickiej odbywa się po uzgodnieniu telefonicznym, ponadto zbiory można zwiedzać podczas dyżurów. Terminy dyżurów i numery telefonów są podane na stronie http://smzk.org.pl/